# Klas
Mansnamnet Klas, Claes, Clas eller Klaes är en tysk variant av Nikolaus som är av grekiskt ursprung med betydelsen folkbesegrare (av nike - "seger" och laos - "folk"). Just nu[när?] är Claes den vanligaste stavningen. Namnet började användas i Sverige redan på 1300-talet, främst bland tyska invandrare. Det kom senare att uppfattas som en kortform av det romerska kejsarnamnet Claudius och blev under renässansen ett vanligt namn inom adeln. 
I Tyskland, Danmark och Norge är stavningen "Klaus" vanligare; detta är en mer direkt översättning från "Nicholaus" till "Klaus". 
Sin senaste topp hade namnet från 1940-talet fram till 1970-talet, och var då bland de 20 vanligaste namnen om man räknar ihop de två vanligaste stavningarna (Claes och Klas) men har sedan dess varit på väg nedåt i listorna. Det försvann från 100-i-topp-listan i början på 1990-talet.
31 december 2005 fanns det totalt 41 339 personer i Sverige med förnamnet Klas/Clas/Claes/Klaes varav 20 589 med det som tilltalsnamn.
År 2003 fick 272 pojkar något av namnen Klas/Clas/Claes, varav 30 fick det som tilltalsnamn.
Namnsdag i Sverige: 7 juli (sedan 1700-talet, då det ersatte Claudius). I den finlandssvenska namnsdagslängden har Klas namnsdag 7 juli sedan starten 1929, då en egen namnsdagskalender togs i bruk för finlandssvenskar.

## Personer med namnen Klas, Clas och Claes
- Claes-Håkan Ahnsjö, operasångare
- Claes Albihn, friidrottare
- Claes Andersson, finlandssvensk författare och politiker
- Klas Pontus Arnoldson, publicist, pacifist och politiker, nobelpristagare 1908
- Klas Bergenstrand, jurist, generaldirektör för säkerhetspolisen 2004–2007
- Claes Billstam, kartläsare och journalist
- Klas Böök, f.d. chef för Sveriges riksbank, diplomat
- Claes Dahlbäck, företagsledare
- Klas Eklund, ekonom och författare
- Claes Elfsberg journalist, nyhetsuppläsare i SVT
- Claes Eriksson, skådespelare, regissör
- Claes Fellbom, regissör, librettist och manusförfattare
- Klas Fleming, flera personer
- Claes af Geijerstam, musiker, discjockey, kompositör och radioman
- Claes Green, fotbollsmålvakt
- Klas Grill, köpman och bruksidkare
- Claes-Göran Hederström, artist
- Claes Hellgren, handbollsmålvakt
- Klas Horn, flera personer
- Klas Ingesson, fotbollsspelare, VM-brons 1994
- Claes Janson, sångare inom jazz, blues och visa
- Claes Johansson (brottare), OS-guld 1912 och 1920
- Claës König (1885-1961), officer, ryttare, hovstallmästare, OS-guld 1920
- Klas Lestander, skidskytt, OS-guld 1960
- Claes Leo Lindwall, journalist, skribent och webbdesigner
- Claes Lindskog, språkvetare, översättare och minister
- Claes Ljungmark, skådespelare
- Claes Malmberg, komiker och skådespelare
- Claes Malmberg (fotbollsspelare)
- Klas Möllberg, artist, sångare och skådespelare
- Klas Ulrik Nerman, jurist, justitiekansler och landshövding
- Claes Nordin, badmintonspelare
- Claes Nyberg, friidrottare
- Clas Ohlson (företagare), företagsgrundare och konstruktör
- Claes Oldenburg, svensk-amerikansk skulptör
- Claes Rahm, friidrottare
- Klas Ralf, jurist och informationschef
- Claes Herman Rundgren, kyrkoherde, biskop och riksdagsman
- Klas Särner, armeofficer och idrottslärare, OS-guld 1920
- Claes Tholin, skräddare och politiker, socialdemokraternas förste ordförande
- Clas Thunberg, finländsk hastighetsåkare på skridskor
- Claes Tottie, arkitekt
- Claes-Axel Wersäll, gymnast, OS-guld 1912
- Claes-Håkan Westergren, skådespelare
- Claes-Bertil Ytterberg, teolog och biskop emeritus
- Klas Östergren, författare, tidigare ledamot av Svenska Akademien

## Fiktiva figurer med namnet Klas/Clas/Claes
- Klas "Klimpen" Svensson, Bert-serien
- Klas Klättermus
- Klas Katt
- Lill-Klas och Stor-Klas
- Kapten Filling/Klas Kent
- Är du kär i mig ännu, Klas-Göran? (sång)
- Tvillingdeckarna